# Leucania semicircula
Leucania semicircula är en fjärilsart som beskrevs av Ludwig Carl Friedrich Graeser 1888. Leucania semicircula ingår i släktet Leucania och familjen nattflyn. Inga underarter finns listade i Catalogue of Life.